# Episcia lilacina
Episcia lilacina ist eine Pflanzenart aus der Familie der Gesneriengewächse (Gesneriaceae). Sie kommt in Mittelamerika und im nordwestlichen Kolumbien vor.

## Beschreibung

### Vegetative Merkmale
Episcia lilacina ist eine niederliegend wachsende, ausdauernde, krautige Pflanze, die im Erdboden oder auf Felsen wurzelt. Sie besitzt keine unterirdischen Sprossorgane und bildet mit Ausläufern oft große, dichte Kolonien. Je Knoten sind typischerweise zwei rauhaarige Ausläufer vorhanden. Der dicke, ± sukkulente, zylindrische Stängel ist meist sehr kurz, selten bis höchstens 20 cm lang. Er ist grün bis dunkel rot-purpurn gefärbt, abstehend rauhaarig und bewurzelt sich an den Knoten. Die Laubblätter stehen gegenständig und sind paarweise einigermaßen gleich gestaltet. Nebenblätter fehlen. Der schlanke, schwach gefurchte Blattstiel ist 0,6–2,1(–5) cm lang. Er ist abstehend behaart bis rauhaarig. Die einfache und ungeteilte, krautige Blattspreite ist länglich-eiförmig bis länglich-elliptisch, 2–15 cm lang und 1,5–9 cm breit. Sie besitzt einen spitzen, abgerundeten oder herzförmigen, manchmal schiefen Grund und ist vorne spitz bis stumpf. Die Spreite ist zwischen den Nerven meist deutlich blasig aufgewölbt. Die rauhaarige Oberseite ist dunkelgrün bis rötlich grün gefärbt oder grün mit rot-purpurnen Flecken und entlang der eingedrückten Nerven heller grün. Die behaarte Unterseite ist in der Regel rot-purpurn gefärbt, manchmal auch hellgrün. Der Spreitenrand ist gekerbt-gezähnt.

### Generative Merkmale
Die zymösen Blütenstände stehen ungestielt oder auf einem dünnen, bis zu 1 cm langen, behaarten Stiel in den Blattachseln und bestehen aus 1–6 Blüten. Die linealisch-spatelförmigen, spatelförmigen bis lanzettlichen Deckblätter sind bis zu 10 mm lang, die dünnen, behaarten Blütenstiele 8–25 mm lang.

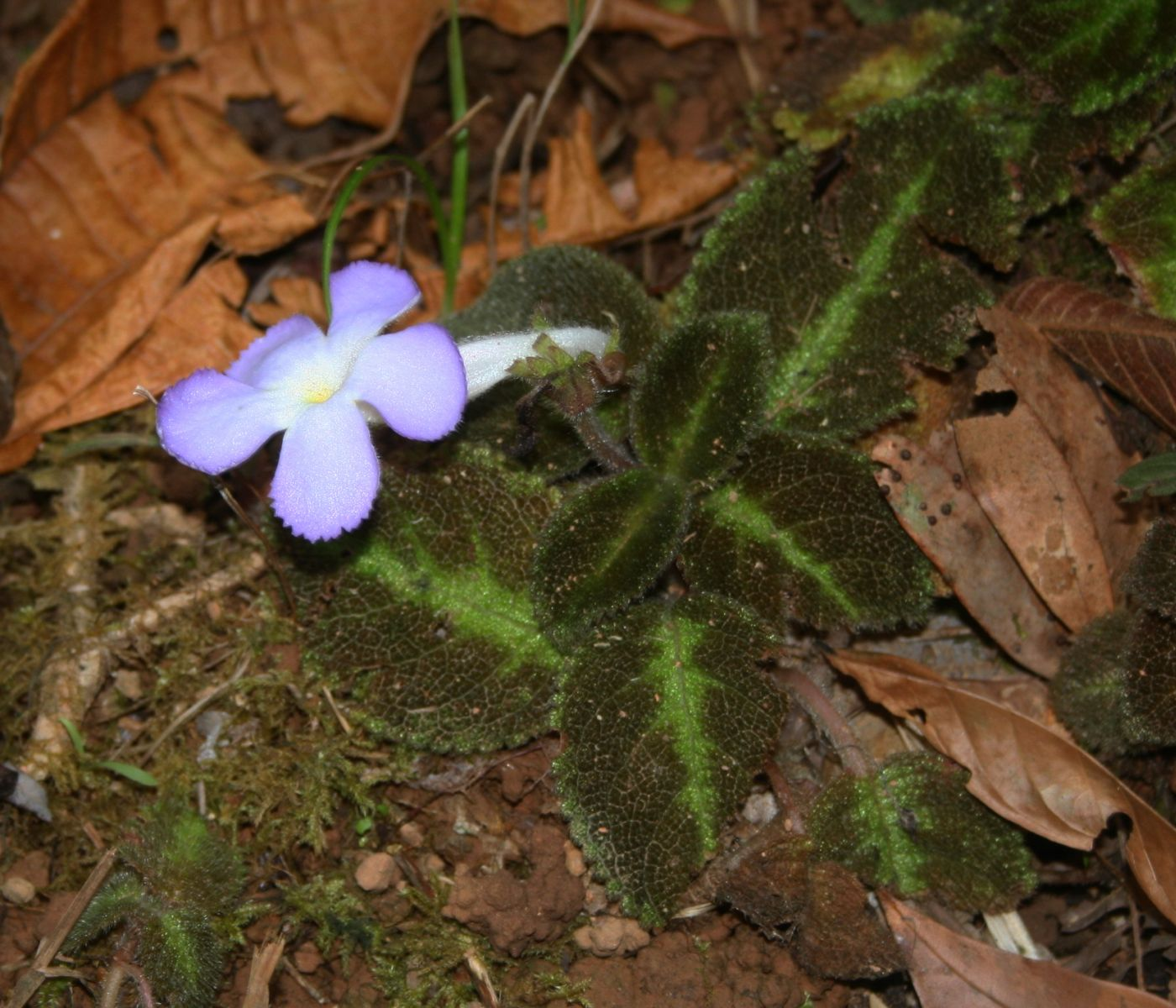
Episcia lilacina

Die auffallenden, zwittrigen Blüten sind zygomorph und nicht resupiniert. Der kurze Blütenbecher besteht aus den miteinander verwachsenen basalen Teilen von Kelch, Krone und Staubblättern. Die fünf grünen bis rötlich purpurnen Kelchblätter sind frei oder sehr kurz miteinander verwachsen. Die spatelförmigen, länglichen oder lanzettlichen Kelchzipfel sind ganzrandig oder gezähnelt, behaart und vorne spitz und etwas zurückgekrümmt. Die vier vorderen Kelchzipfel sind (5–)8–11(–18) mm lang und (1–)2–3 mm breit, der hintere Kelchzipfel biegt sich um den Sporn der Krone herum und ist etwas kürzer und schmäler. Die stieltellerförmige Krone besitzt am Grund einen deutlichen, ungefähr 5 mm langen, abgerundeten Sporn und ist schief bis horizontal in den Kelch eingefügt. Die 20–35 mm lange Kronröhre ist am Grund 4–7 mm breit und erweitert sich allmählich gegen den seitlich zusammengedrückten Schlund. Der flach ausgebreitete, an der Kronröhre schief ansetzende Kronsaum ist undeutlich zweilippig bis fast radiärsymmetrisch und hat einen Durchmesser von 20 bis 40 mm. Die fünf abgerundeten Kronzipfel sind 15–20 mm lang, 13–16 mm breit und vorne gezähnelt. Die Krone ist außen weiß bis hell lila gefärbt, am Kronsaum weiß, hellblau bis violett und innen im Schlund gelb. An der Außenseite ist die Krone behaart. Im Bereich des Schlunds befindet sich im Inneren der Kronröhre ein Ring von winzigen, durchscheinenden Papillen, der sich bis auf den unteren Teil der beiden oberen Kronzipfel fortsetzt. Die vier in der Kronröhre verborgenen Staubblätter sind jeweils paarweise unterschiedlich lang. Sie sind auf einer Länge von bis zu 5 mm an den Grund der Krone angewachsen. Darüber hinaus sind die kahlen Staubfäden noch ein kurzes Stück miteinander verwachsen, bevor sie sich voneinander trennen. Die Staubfäden sind zuerst fast gerade und rollen sich nach dem Ausschütten des Pollens ein. Die länglichen, kahlen Staubbeutel sind 2 mm lang und 1,5 mm breit. Sie hängen zuerst paarweise zusammen, trennen sich dann voneinander und öffnen sich mit einem Schlitz der Länge nach. Der Diskus besteht aus einer einzelnen Nektardrüse, die sich dorsal, also an der rückwärtigen Seite, am Grund des oberständigen Fruchtknotens befindet. Diese ist ungefähr 1 mm lang, ausgerandet, gelb gefärbt und kahl. Der einfächerige Fruchtknoten besteht aus zwei Fruchtblättern. Er ist 3–5 mm lang, besitzt eine kegelförmige Spitze und ist behaart. Der einfache Griffel ist in der Kronröhre verborgen und erreicht voll entwickelt ihre Mündung. Er ist gekrümmt und fast kahl. Die kopfige Narbe ist zweilappig. Im Fruchtknoten befinden sich an den beiden parietalen Plazenten zahlreiche Samenanlagen.
Die Früchte sind fleischige, zweiklappige Kapseln. Diese sind kugelig, haben einen Durchmesser von ungefähr 8 mm und sind behaart. Die zahlreichen ellipsoidalen, ungefähr 0,5 mm langen Samen sind rötlich braun, schräg gestreift und glänzend. Die Samen enthalten Endosperm.
Die Art kann fast das ganze Jahr über blühen und fruchten.

### Chromosomen
Episcia lilacina hat einen diploiden Chromosomensatz mit 2n = 18.

## Verbreitung
Das geschlossene Verbreitungsgebiet von Episcia lilacina reicht vom Norden Nicaraguas bis in den Nordwesten von Kolumbien (Chocó, Antioquia). Sie meidet die relativ trockenen Gebiete im Westen von Nicaragua und in den Tieflagen des nordwestlichen Costa Rica. In Panama kommt die Art vor allem an der niederschlagsreichen karibischen Abdachung vor. Weit getrennt vom Hauptareal existiert ein isoliertes Vorkommen im Tiefland im Nordosten des mexikanischen Bundesstaats Chiapas, unweit der Grenze zu Guatemala, das erst im Jahr 2011 bekannt geworden ist. Es handelt sich dabei um eine botanisch schlecht untersuchte Region.

## Taxonomie
Episcia lilacina wurde 1865 vom deutschen Botaniker Johannes von Hanstein auf der Grundlage einer Aufsammlung des deutschen Botanikers Hermann Wendland in Linnaea; Ein Journal für die Botanik in ihrem ganzen Umfange Band 34 Teil 3 Seite 342  beschrieben. Der Typusfundort liegt am Fluss Río Sarapiquí („Serepigni“) am Nordfuß der Cordillera Central in Costa Rica. Episcia acaulis Donn.Sm., Episcia chontalensis (Seem.) Hook. f. (= Cyrtodeira chontalensis Seem.) und Episcia fendleriana Kuntze sind Synonyme.